# Ryder (Dakota del Norte)
Ryder es una ciudad ubicada en el condado de Ward en el estado estadounidense de Dakota del Norte. En el censo de 2010 tenía una población de 85 habitantes y una densidad poblacional de 97,38 personas por km².

## Geografía
Ryder se encuentra ubicada en las coordenadas 47°55′5″N 101°40′23″O / 47.91806, -101.67306. Según la Oficina del Censo de los Estados Unidos, Ryder tiene una superficie total de 0.87 km², de la cual 0.86 km² corresponden a tierra firme y (1.48%) 0.01 km² es agua.

## Demografía
Según el censo de 2010, había 85 personas residiendo en Ryder. La densidad de población era de 97,38 hab./km². De los 85 habitantes, Ryder estaba compuesto por el 96.47% blancos, el 0% eran afroamericanos, el 3.53% eran amerindios, el 0% eran asiáticos, el 0% eran isleños del Pacífico, el 0% eran de otras razas y el 0% pertenecían a dos o más razas. Del total de la población el 0% eran hispanos o latinos de cualquier raza.